# Locomotiva FSE BB.150
Le locomotive BB.150 sono delle locomotive Diesel-elettriche da treno di progettazione e costruzione Officine Meccaniche Reggiane costruite per le Ferrovie del Sud-Est.

## Storia
Le locomotive vennero ordinate alle Reggiane alla fine degli anni cinquanta allo scopo di ridurre il ricorso alla trazione a vapore sulle linee sociali.

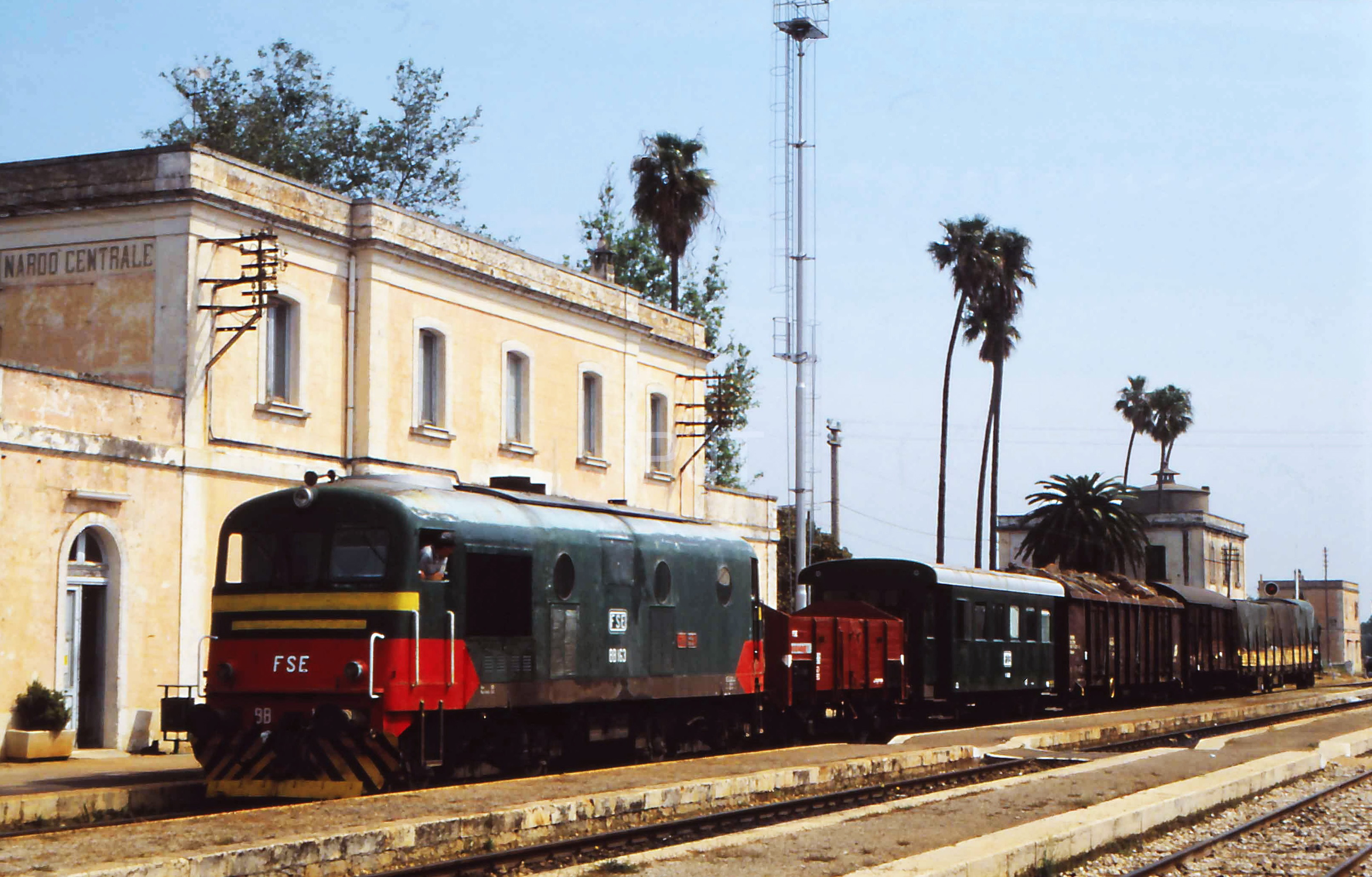
La locomotiva BB.163 nel maggio 1998 nella stazione di Nardò Centrale

Le Officine Meccaniche Reggiane avevano sviluppato un prototipo di locomotiva per le Ferrovie dello Stato, la D.341.5001, al quale non seguì una produzione di serie: il lavoro fatto, tuttavia, non andò però perduto in quanto dall'esperienza del prototipo queste derivarono, tra il 1959 e il 1960, una motrice simile, costruita in tredici esemplari per conto delle pugliesi FSE: le BB 151-163, che come il prototipo D.341.5001 erano dotate di motore MAN. 
Le motrici erano relativamente simili, mantenendo l'impostazione di massima delle D.341 1ª serie anche nella linea della cassa, solo leggermente più corte e più leggere.
Le consegne avvennero fra il 1959 e il 1960, con la completa fornitura di 13 unità immatricolate da BB.151 a BB.163.
Da allora hanno svolto un instancabile servizio fino alla fine degli anni ottanta quando con l'arrivo delle più potenti DE.122 hanno cominciato ad essere accantonate.
Nei primi anni del 2000 molte risultavano accantonate; le unità BB.162 e BB.159 sono state oggetto di restauro a scopo storico.

## Caratteristiche
Si tratta di locomotive diesel-elettriche dotate di due cabine di guida alle estremità tra le quali è presente il comparto macchine. La cassa poggia su due carrelli ambedue motorizzati a due sale montate ciascuno. La motorizzazione è di costruzione Reggiane su licenza MAN mentre la parte elettrica è della Marelli
La velocità massima ammessa è di 80 km/h.

La livrea originaria fu in verde vagone, mentre a partire dagli anni ottanta è stata utilizzata quella in blu orientale e grigio pergamena.